# Mi mejor enemigo
Mi mejor enemigo és una pel·lícula xilena-argentina-espanyola estrenada en juny de 2005. Dirigida per Alex Bowen, compta amb les actuacions de Nicolás Saavedra, Erto Pantoja i Felipe Braun. Va guanyar el Pudú de Plata com a Millor Pel·lícula Xilena al Festival Internacional de Cinema de Valdivia de 2005.
La història es basa en el Conflicte del Beagle que va enfrontar Xile i l'Argentina, durant desembre de 1978. En aquesta pel·lícula, es realitza una crítica a un conflicte considerat innecessari entre dos països veïns i el posterior abandó als soldats després de la fi del conflicte.

## Sinopsi
Rodrigo Rojas (Nicolás Saavedra) té 19 anys, viu a Santiago i es troba realitzant el servei militar. És enviat com a conscript a Punta Arenas per a enfrontar la imminent guerra pel control de les illes Picton, Nova i Lennox. És enviat sota les ordres del Sergent Osvaldo Ferrer (Erto Pantoja) a mantenir control del límit en les pampes de la Patagònia. Enmig dels paratges desolats, el seu grup (al costat d'altres tres conscripts i un soldat professional) es perden i troben a un grup argentí. Tots dos grups estan perduts i no saben a quin costat de la frontera es troben, la qual cosa podria desencadenar finalment la invasió d'un dels països.
En aquest ambient hostil, un dels soldats xilens rep un tall i comença a infectar-se, per la qual cosa Rojas ha de sol·licitar ajuda al sergent 1r argentí Enrique Ocampo (Miguel Dedovich) per a salvar al seu company. Això distén l'ambient ja que tots dos bàndols noten que una lluita entre ells, de moment, és innecessària.
Diferents situacions d'humor acompanyen el desenvolupament de la pel·lícula, com l'establiment transitori d'una frontera entre tots dos països o la realització d'un partit de futbol. Tanmateix, el conflicte és imminent i Ocampo és avisat que el 22 de desembre a la nit serà la invasió argentina, per la qual cosa alerta a Ferrer perquè es retiri al costat dels seus homes, al que aquest es nega.
En aquesta nit tibant, tots dos bàndols estan disposats a iniciar una guerra fratricida. Els xilens estan conscients que estaran en desavantatge i li sol·liciten a Ocampo lliurar-los unes cartes als seus familiars a Xile després de la guerra. No obstant això, un avís de radi informa a Ocampo sobre la mediació del papa Joan Pau II i l'ordre de retir de tropes. Ocampo surt de la trinxera i s'acosta en to de pau als xilens, però el soldat Orozco (Víctor Montero), l'únic professional i que considerava l'amistat amb els argentins com una traïció a la pàtria, decideix atacar, iniciant el foc creuat. Ocampo és ferit entre totes dues trinxeres, mentre que el conscript José Almonesir (Andrés Olea), provinent de Puqueldón —per la qual cosa era conegut pels seus amics com El Chilote—, cau mort en el tiroteig.
Rojas torna a Santiago disposat a concretar el seu amor per Gloria (Fernanda Urrejola), la seva veïna. No obstant això, aquesta ho rebutja, a l'igual com ho fa la societat, en oblidar ràpidament la tibant situació i a la gent que va arriscar les seves vides per defensar al seu país, tant a Xile com a l'Argentina.

## Repartiment
- Erto Pantoja com Sergent Osvaldo Ferrer.
- Nicolás Saavedra com a Soldat Rodrigo Rojas.
- Felipe Braun com Tinent Riquelme.
- Miguel Dedovich com Sergent Primero Enrique Ocampo.
- Juan Pablo Miranda com Soldat Guillermo Mancilla.
- Fernanda Urrejola com Gloria.
- Andrés Olea com Soldat José Almonacid.
- Jorge Román com Sergent Carlo Alberti.
- Pablo Valledor com Soldat Jorge Salazar.
- Martín Lavini com Julián Cabello.
- Víctor Montero com Javier Orozco.
- Emiliano Ramos com Soldat Martínez.
- Diego Quiroz com Soldat Figueroa.
- Ezequiel Abeijón com Soldat Inzua.
- Luciano Morales com Suboficial Soto.

## Premis
En la 20a gal·la dels Premis Goya, celebrada el 2005, la pel·lícula va ser nominada a Millor Pel·lícula Estrangera de Parla Hispana. Finalment no va guanyar, emportant-se aquest premi la pel·lícula argentina Iluminados por el fuego, també de temàtica bèl·lica, encara que centrada en el marc posterior a la Guerra de les Malvines.

## Acusació de distorsió històrica
En el documental de TVN "Informe Especial: "Los años que vivimos en peligro, 1975-1978", exconcriptos xilens que havien estat en la línia de foc amb argentina, testimonien que haurien estat constantment torturats, fent-los dormir 2 hores durant setmanes per a "entrenar-los", a més que se'ls ensenyava tàctiques de tortura i mutilació cap als possibles presoners de guerra argentins, per a després deixar-los tirats en el camp de batalla per a acoquinar als exèrcits argentins. En aquest context, Germán Flores que va ser soldat conscripto del Regiment Pudeto diu Declara que la pel·lícula és una distorsió històrica:
"Instrucció que teníem nosaltres, si és que vèiem ingressar a un argentí era matar, disparar. No hi havia ordre de tenir ostatges ni molt menys. Per tant, jo aprofito dir aquí que continuo declarant-me enemic de la pel·lícula "Mi mejor enemigo". -Perquè?- Perquè distorsiona la realitat que vam viure nosaltres, distorsiona el que passarem, perquè igual passarem: fred, passarem penes, però a nosaltres mai no se'ns anava a permetre poder compartir jugar a la pilota, les cartes o prendre mate." (Minut 41)
En contraposició a això, un historiador, afirma que la pel·lícula és fidedigna, ja que "Els entrevistats assenyalen que, malgrat ser un relat de ficció, el seu argument, ambientació i projecció presenten total versemblança amb el que ells van viure". Un dels entrevistats (anònim) per aquest historiador narra:
“‘instructor, instructor’ em van dir, ‘sentim uns cavalls argentins', i va ser tan ràpid, tan ràpid, que va ser per sorpresa, no vam saber quan van arribar, i van arribar llavors a conversar amb nosaltres, i ens van dir que... mira, germà –així ens van dir els argentins- anàvem passant per aquí i contra vostès no tenim res... tenen una mica de menjar? Anaven mal vestits, barbons, i nosaltres... màquines d'afaitar havien, nosaltres afaitadets... hi havia aigua, teníem aigua, un estany d'aigua, teníem el nostre estany d'aigua, nosaltres igual teníem professionalisme, és a dir, no perquè hauríem estat a la frontera anàvem a estar barbons, bruts, ens afaitàvem cada dos dies, en canvi els militars argentins estaven barbons, passaven amb fam... passaven amb fam. És a dir, el teu si aquestes amb fam no pots anar a combatre, llavors nosaltres, no és que ens hàgim alegrat, no pots alegrar-te si veus al que te fam com t'alegraràs? Però si pensem, és a dir si ens toca combatre amb ells, almenys tenim, tenim punts a favor te fijai?, és a dir nosaltres també els miràvem com a poqueta cosa, però nosaltres també érem poca cosa, perquè jo et dic, no si nosaltres els guanyem en el combat a ells, Xile li guanyarà a l'Argentina la guerra, perquè havien avions, exèrcits, de tot, nosaltres érem solament un granet de sorra que era aquí, però un granet de sorra que sí que havia d'aportar”..